# Jean-Jacques Bizot
Pour les articles homonymes, voir Bizot et Famille Bizot.
Jean-Jacques Bizot (22 février 1899, Lyon - 5 septembre 1939, Paris) est un haut fonctionnaire français, sous-gouverneur de la Banque de France.

## Biographie
Issu de la famille Bizot, il est le fils de Jacques Bizot (1867-), inspecteur général des finances et membre du conseil d'escompte de la Banque de France, et de Jeanne Morel-Journel. Frère d'Ennemond Bizot et de Henry Bizot, il suit la trajectoire de leur père et devient inspecteur des Finances et conseiller d'État.
Il est le représentant du ministre français des finances lors de la Conférence franco-soviétique de 1927. Il se révèle un spécialiste du veto contre les rapports économiques avec l'URSS.
Il est directeur-adjoint de la directeur du mouvement général des fonds, puis directeur général de la comptabilité publique de 1934 à 1935, et enfin directeur général des contributions directes de 1935 à 1937.
Il négocie la dette de guerre allemande pour le compte du gouvernement. Il est partisan d’une dette qui épargne les allemands. Il a vécu la première guerre mondiale dans les tranchées et il est convaincu qu’une dette trop importante conduirait à la seconde guerre mondiale. À l’annonce de celle-ci, il meurt d’une leucémie foudroyante.
Il est sous-gouverneur de la Banque de France de 1937 à sa mort.

## Pour approfondir